# Operação Secure Tomorrow

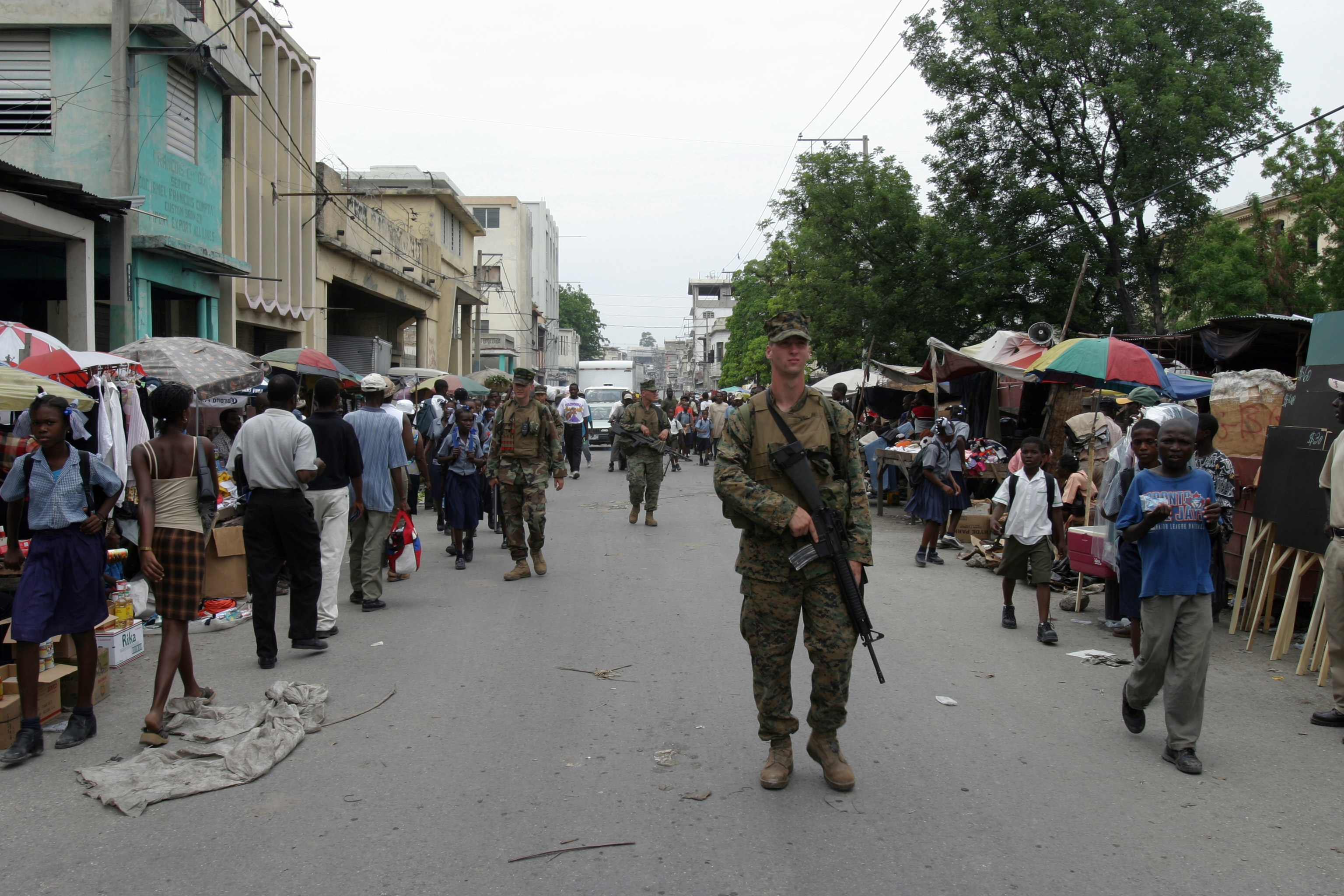
Fuzileiros navais dos EUA patrulham a área de Bel Air em Porto Príncipe em 14 de abril de 2004.

A Operação Secure Tomorrow [Amanhã Seguro] foi uma operação militar que ocorreu de fevereiro a julho de 2004 no Haiti. Após o colapso do governo haitiano e a deposição do presidente Jean-Bertrand Aristide, os Estados Unidos intervieram no Haiti para policiar e estabilizar o país. Uma força multinacional composta pelos Estados Unidos, Chile, Canadá e França foi mobilizada de acordo com a Resolução 1529 do Conselho de Segurança das Nações Unidas.
O contingente inicial de fuzileiros navais estadunidenses chegou a Porto Príncipe na noite de 29 de fevereiro de 2004. Em 5 de março de 2004, um total de 500 soldados franceses, 160 chilenos, 100 canadenses e diversos outros cidadãos foram destacados para o Haiti. Em 22 de março de 2004, o Departamento de Defesa dos Estados Unidos nomeou a operação multinacional no Haiti como “Operation Secure Tomorrow”. Em 22 de março, a força interina multinacional liderada pelos estadunidenses contava com cerca de 3.300 efetivos dos Estados Unidos, França, Chile e Canadá.